# Thin Red Line
«Thin Red Line» o en español  "La delgada línea roja", es una canción lanzada en 1986 por la banda canadiense Glass Tiger, del álbum del mismo nombre. Es el segundo sencillo que se desprende de su álbum début, fue escrita por los miembros de la banda Alan Frew, Sam Reid y Al Connelly y producido por Jim Vallance.

## Vídeo musical
El video musical de la canción, hace una clara referencia a la acción militar de los casacas rojas llamada "La Delgada Línea Roja". En el video se ve a los integrantes de la banda usando los trajes de los casacas rojas.
El video estuvo a cargo de la dirección de Storm Thorgerson.

## Letra
"Thin Red Line" hace referencia a los soldados elegidos para la tarea de llevar a cabo una acción militar en la Batalla de Balaclava, tales como los que cayeron en la batalla. La letra fue escrita por Alan Frew, Sam Reid y Al Connelly.

## Lanzamiento y recepción
El lanzamiento del sencillo no fue tan abundante como su grabación anterior, alcanzando la posición 19 en su nativa Canadá.

## Lista de canciones
Todas las canciones escritas y compuestas por Alan Frew, Sam Reid y Al Connelly, excepto en donde se especifique. 
| Versión de siete pulgadas |                 |          |  |
| N.º                       | Título          | Duración |  |
| 1.                        | «Thin Red Line» | 4:01     |  |
| 2.                        | «Ecstacy»       | 4:22     |  |
| 8:23                      |                 |          |  |

| Versión de doce pulgadas |                                                                           |          |  |
| N.º                      | Título                                                                    | Duración |  |
| 1.                       | «Thin Red Line (Really Red Mix)» (Remix por Michael H. Brauer y Sam Reid) | 5:35     |  |
| 2.                       | «Thin Red Line (Rather Red Mix)» (Remix por Michael H. Brauer)            | 6:10     |  |
| 3.                       | «Thin Red Line» (versión de álbum)                                        | 4:53     |  |
| 16:38                    |                                                                           |          |  |

| Versión de doce pulgadas en Reino Unido |                                                                           |          |  |
| N.º                                     | Título                                                                    | Duración |  |
| 1.                                      | «Thin Red Line (Rather Red Mix)» (Remix por Michael H. Brauer)            | 6:10     |  |
| 2.                                      | «Thin Red Line (Really Red Mix)» (Remix por Michael H. Brauer y Sam Reid) | 5:35     |  |
| 3.                                      | «Ecstacy»                                                                 | 4:22     |  |
| 16:07                                   |                                                                           |          |  |

| Versión promocional |                                  |          |  |
| N.º                 | Título                           | Duración |  |
| 1.                  | «Thin Red Line (Edited Version)» | 4:01     |  |
| 2.                  | «Thin Red Line»                  | 4:53     |  |
| 8:54                |                                  |          |  |

## Posiciones
| Posiciones (1986)               | Máxima Posición |
| ------------------------------- | --------------- |
| Australia (ARIA)                | 91              |
| Canadá (RPM)                    | 19              |
| Alemania (Media Control Charts) | 48              |
| Países Bajos (MegaCharts)       | 74              |

## Créditos

### Música
- Alan Frew: vocales
- Al Connelly: guitarras
- Sam Reid: teclado electrónico
- Wayne Parker: bajo
- Michael Hanson: batería, guitarras, coros

### Producción
- Diseño: Heather Brown
- Diseño del logo: Shoot That Tiger!
- Fotografía: Steve Rapport
- Productor: Jim Vallance
- Escritores: Alan Frew, Sam Reid y Al Connelly
- Mixeador: Ed Thacker